# Uhrovec

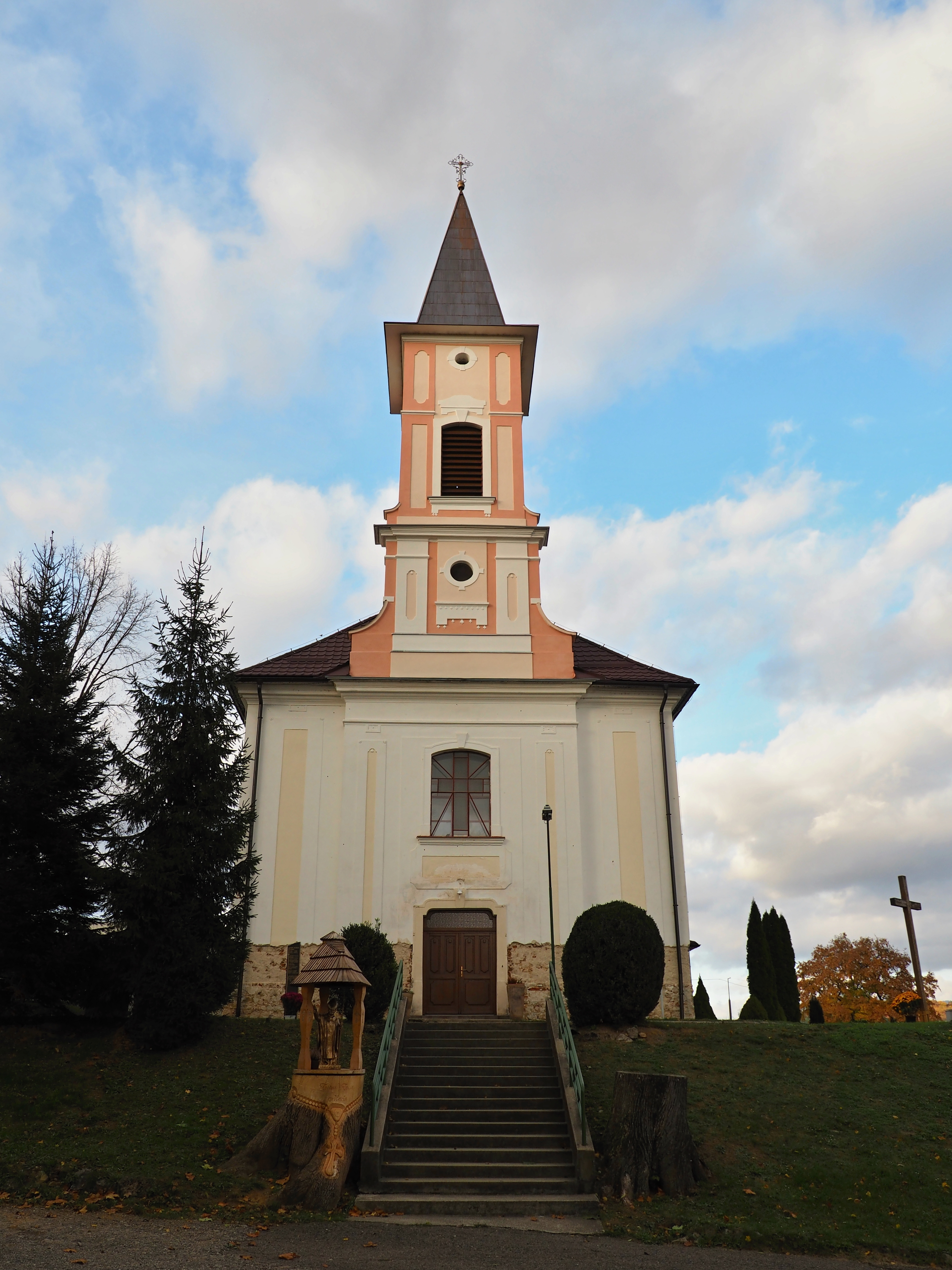
Kościół rzymskokatolicki

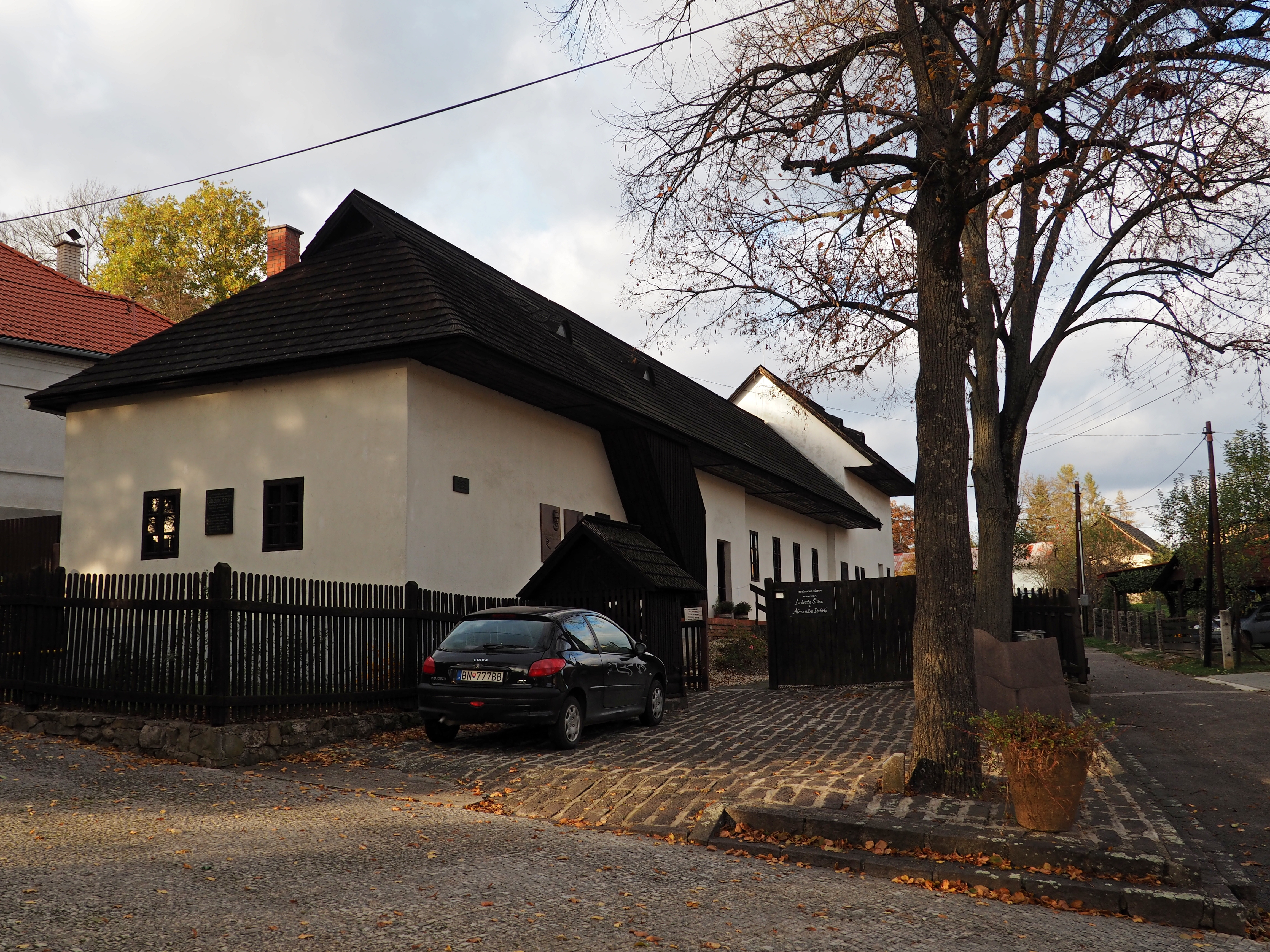
Dawna szkoła - dom rodzinny Ľ. Štúra i A. Dubčeka

Uhrovec – wieś (obec) w powiecie Bánovce nad Bebravou w kraju trenczyńskim na Słowacji.

## Położenie
Leży w dolinie niewielkiej rzeczki Radišy, u południowo-zachodnich podnóży Gór Strażowskich, u stóp wzgórza zwanego Jankov vŕšok (533 m). Położona jest ok. 6 km na pn.-wsch. od powiatowych Bánovec nad Bebravou. Centrum wsi położone jest na wysokości ok. 250 m n.p.m.

## Historia
Najstarsza wzmianka o wsi pochodzi z 1258 r. W XVI w. uzyskała ona status prywatnego miasteczka z prawem organizowania targów i stała się ośrodkiem feudalnego „państwa” z siedzibą na zamku Uhrovec, należącego do rodu Zay’ów (wówczas wieś nosiła nazwę Zay-Uhrovec). Mieszkańcy, oprócz rolnictwa i hodowli, zajmowali się sadownictwem i uprawą winorośli. Istniały tu „pańskie” stawy rybne, cegielnia i gorzelnia. Siedziba Zay’ów stanowiła znaczący ośrodek kulturalny tych ziem, a gromadzona przez wiele lat biblioteka Zay’ów osiągnęła liczbę ok. 20 tys. woluminów.
Z biegiem XIX w. miasteczko zaczęło nabierać charakteru przemysłowego. W 1845 r. powstała manufaktura sukna. W 1847 r. zaczęła pracować huta szkła, która oprócz szerokiego asortymentu szkła użytkowego produkowała również szkło kryształowe i artystyczne (działała do 1914 r.). Jej właścicielem od 1874 r. była znana rodzina morawskich szklarzy, Schreiberów, którzy już wówczas byli właścicielami wielkiej firmy „J. Schreiber & Neffen” z siedzibą w Wiedniu. Huta ta uchodziła za najlepszą w byłym państwie austro-węgierskim, a jej wyroby trafiały do Paryża, Londynu, a nawet do Kairu. Pracował w niej m.in. jeden z pierwszych szklarskich projektantów, Štefan Šovanka, który za swe projekty uzyskał wiele nagród na międzynarodowych wystawach i konkursach.
W 1873 r. uruchomiono fabryczkę, produkującą kopyta szewskie i drewniane szewskie ćwieki, i równolegle drugą, wyrabiającą laski oraz drewniane rączki i uchwyty do narzędzi. W 1875 r. hrabia Albert Zay założył tu rzeźbiarską szkołę przemysłowo-artystyczną, która w następnych latach odnosiła duże sukcesy na polu krajowym jak i międzynarodowym (m.in. na wystawie światowej w Paryżu w 1889 r.). W tym czasie liczba mieszkańców wsi sięgnęła 2000 (najwięcej w dotychczasowej historii).
W stosunkowo licznym środowisku proletariackim wcześnie zaczęły funkcjonować organizacje robotnicze. W 1905 r. powstała komórka Partii Socjaldemokratycznej, która już w roku następnym zorganizowała strajk robotników fabryki lasek. Istniały tu również komórki związków zawodowych, a w okresie międzywojennym Komunistycznej Partii Czechosłowacji. Działało robotnicze towarzystwo gimnastyczne FRTJ (Federatívna robotnícka telovýchovná jednota), a także ośrodek założonej w 1923 r. w Żylinie spółdzielni Interhelpo, mającej na celu wspomaganie budowy socjalizmu w radzieckim Kirgistanie. W ramach tej akcji w 1925 r. do miasta Frunze (obecnie Biszkek) wyjechało z Uhrovca kilka rodzin, w tym rodzina przyszłego działacza komunistycznego Alexandra Dubčeka.
W latach II wojny światowej aktywny był w okolicy ruch oporu; w okolicy działała brygada partyzancka im. Jana Żiżki, która miała swe „bunkry” na niedalekim Jankovom vŕšku. Po wybuchu słowackiego powstania narodowego wielu mieszkańców wstąpiło do oddziałów powstańczych. W odwecie w dniu 4 listopada 1944 r. hitlerowcy spalili część wsi. Oddziały armii radzieckiej i rumuńskiej wyzwoliły wieś z rąk niemieckich 4 kwietnia 1945 r.
W latach po II wojnie światowej tradycje przemysłu drzewnego kontynuował zakład produkujący obudowy do radioodbiorników i telewizorów oraz zakłady przetwórstwa drzewnego "Mier".

## Zabytki
- Kasztel rodziny Zay’ów z 1613 r., pierwotnie renesansowy, później kilkakrotnie przebudowywany. M.in. w 1746 r. powstała piętrowa, emporowa kaplica, używana później jako kościół protestancki, a w 1767 r. nadbudowano w kasztelu obecne drugie piętro. W 1904 r. miała miejsce częściowa kolejna przebudowa w duchu romantycznym. Aktualnie budowla trójkondygnacyjna, murowana na nieregularnym rzucie. Główne skrzydło jednotraktowe, otwarte arkadami ku dziedzińcowi, drugie skrzydło dwutraktowe. W przyziemiu skrzydła południowo-zachodniego, pod otwartymi arkadami, zachowały się renesansowe portale. We wnętrzach sklepienia renesansowe i barokowe. Nad wejściem herb Zay’ów z datą budowy (1613). Wokół kasztelu park w stylu angielskim, z drzewami w większości miejscowego pochodzenia. Podjęta w roku 1977 generalna rewitalizacja zabytku nie została dotąd ukończona. Obecnie w kasztelu mieści się niewielkie muzeum, zawierające m.in. galerię malarstwa i ekspozycję poświęconą miejscowemu przemysłowi szklarskiemu.
- Kościół katolicki pw. Zesłania Ducha Świętego, klasycystyczny z 1817 r. W wieży dwa cenne dzwony, jeden późnogotycki z 1511 r., drugi renesansowy z 1653 r.
- Kościół ewangelicki z 1940 r., zbudowany wg projektu Milana Michala Harminca.
- Budynek dawnej szkoły z przełomu XVIII i XIX w. Urodzili się w nim Ľudovít Štúr (1815-1856) i Alexander Dubček (1921-1992). Od 1965 r. narodowa pamiątka kultury. W budynku otwarta 31 października 1965 r. ekspozycja poświęcona życiu i dziełu Ľ. Štúra. Część dedykowaną A. Dubčekowi otwarto dopiero w 1995 r.